# Криваць
45°27′ пн. ш. 14°51′ сх. д. / 45.45° пн. ш. 14.85° сх. д.
Криваць (хорв. Krivac) — населений пункт у Хорватії, у Приморсько-Горанській жупанії у складі міста Делниці.

## Населення
Населення за даними перепису 2011 року становило 23 осіб.
Динаміка чисельності населення поселення:

## Клімат
Середня річна температура становить 9,18 °C, середня максимальна – 22,29 °C, а середня мінімальна – -5,44 °C. Середня річна кількість опадів – 1430 мм.
| Клімат поселення                              | Клімат поселення | Клімат поселення | Клімат поселення | Клімат поселення | Клімат поселення | Клімат поселення | Клімат поселення | Клімат поселення | Клімат поселення | Клімат поселення | Клімат поселення | Клімат поселення | Клімат поселення |
| Показник                                      | Січ.             | Лют.             | Бер.             | Квіт.            | Трав.            | Черв.            | Лип.             | Серп.            | Вер.             | Жовт.            | Лист.            | Груд.            |                  |
| Середній максимум, °C                         | 6,02             | 7,14             | 10,21            | 14,30            | 18,87            | 22,29            | 22,23            | 21,89            | 18,05            | 13,58            | 8,34             | 4,71             |                  |
| Середня температура, °C                       | 0,28             | 1,41             | 4,50             | 8,59             | 13,14            | 16,58            | 18,38            | 18,04            | 14,20            | 9,73             | 4,50             | 0,87             |                  |
| Середній мінімум, °C                          | −5,44            | −4,3             | −1,24            | 2,87             | 7,41             | 10,86            | 14,52            | 14,20            | 10,36            | 5,88             | 0,64             | −2,98            |                  |
| Норма опадів, мм                              | 87               | 87               | 103              | 115              | 105              | 127              | 97               | 111              | 139              | 166              | 167              | 126              |                  |
| Середньомісячна швидкість вітру, м/с          | 1.94             | 2.12             | 2.36             | 2.28             | 2.13             | 2.00             | 1.92             | 1.90             | 1.83             | 1.94             | 2.09             | 2.07             |                  |
| Середньомісячна сонячна радіація, кДж/м²·день | 4149             | 6937             | 10276            | 14621            | 18760            | 20416            | 21707            | 18516            | 13478            | 8665             | 4556             | 3416             |                  |
| --------------------------------------------- | ---------------- | ---------------- | ---------------- | ---------------- | ---------------- | ---------------- | ---------------- | ---------------- | ---------------- | ---------------- | ---------------- | ---------------- | ---------------- |
| Джерело:                                      |                  |                  |                  |                  |                  |                  |                  |                  |                  |                  |                  |                  |                  |